# Phrurolithus labialis
Phrurolithus labialis is een spinnensoort uit de familie van de Phrurolithidae.
De wetenschappelijke naam van de soort werd in 1991 gepubliceerd door Kap Yong Paik.